# Strate-à-gemmes

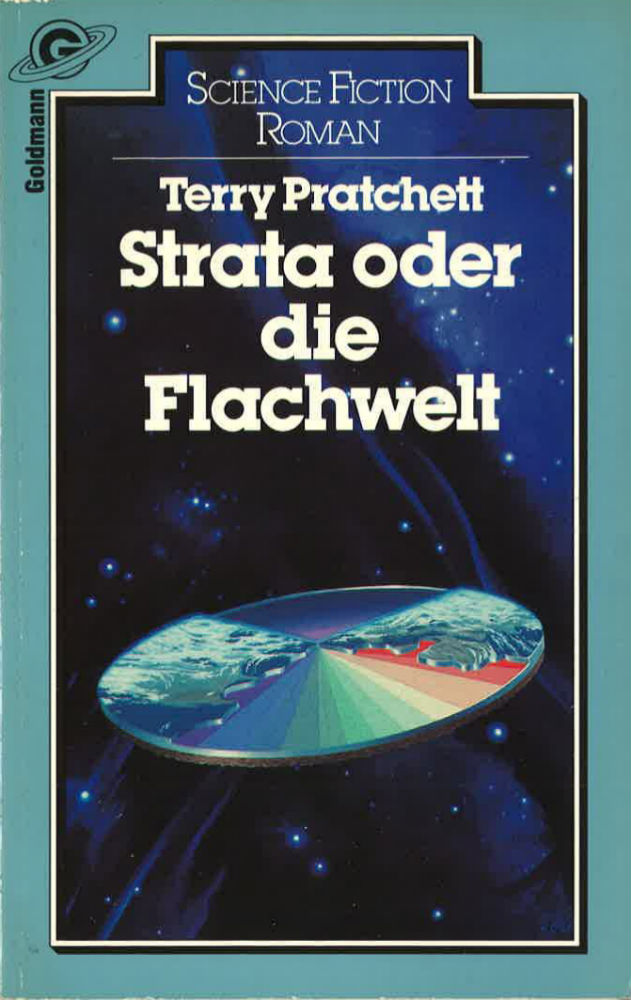
Couverture du livre allemand, 1983

Strate-à-gemmes est un roman de science-fiction de l'écrivain anglais Terry Pratchett, publié en France en 1997.
L'œuvre originale fut publiée en 1981 sous le titre Strata, traduction française de Dominique Haas.

## Synopsis
Kin Arad apprend l'existence d'un monde plat et part à sa découverte accompagnée de deux extraterrestres, Marco et Silver. Là-bas ils découvrent une Terre plate (on tombe dans l'espace si on voyage trop près du bord), entourée d'une voûte où sont collées les étoiles, et peuplée de démons et de merveilles surnaturelles. Ce monde se révèle totalement artificiel et les machines qui le composent commencent à se détraquer.

## Personnages
- Kin Arad, 210 ans, spécialiste reconnue de la création de planètes artificielles
- Marco Farfarer, kung naturalisé humain, mais possédant quatre bras et la combativité de sa race
- Silver, shandie (sorte d'énorme ours possédant deux défenses démontables) très instruite

## Données techniques
- Diamètre du disque : 24 000 kilomètres
- Masse du disque : 5,67*1021 tonnes (soit presque la masse de la Terre)
- Diamètre de la sphère entourant le disque : 25 000 kilomètres

## Thèmes, remarques
- Ce roman est une première approche (plus technologique et scientifique) de ce que sera le Disque-monde quelques années plus tard
- Ce roman est une parodie de L'Anneau-Monde de Larry Niven. Silver représente Parleur-aux-Animaux, et Marco est tout l'opposé de Nessus (belliqueux, téméraire, et très bon guerrier)
- Sur la fabrication de planètes artificielles, voir aussi Le Guide du voyageur galactique de Douglas Adams
- L'illustration de couverture de l'édition Pocket n'a aucun rapport avec le contenu du roman, par contre la couverture de La Face obscure du Soleil correspond à Strate-à-gemmes, on y retrouve Kin, Silver et Marco